# 斯特凡·博捷夫
斯特凡·博捷夫（1968年2月14日—），保加利亚、澳大利亚男子举重运动员。他曾代表保加利亚、澳大利亚参加1992年和1996年夏季奥林匹克运动会举重比赛，获得二枚铜牌。